# 후키이시 카즈에
후키이시 카즈에(일본어: 吹石 一恵, 1982년 9월 28일 -)는 일본의 탤런트 겸 배우로 나라현 가시바시 출신이다. (주)마이무프로 소속으로 애칭은 훗키(フッキー). 아버지는 전 긴테쓰 버펄로스 선수, 코치, 현재 도호쿠 라쿠텐 골든이글스 스카우트를 담당하던 후키이시 도쿠이치이다.

## 경력
한 살때 종이 기저귀 〈메리즈〉CF시리즈의 첫 캐릭터로 TV에 모습을 드러냈다. 초등학생 시절에는 간사이 지방방송의 미인 경연대회에도 출연하였다. 1996년경부터 마이무프로소속으로 여성아이돌그룹 마녀랜드클럽의 멤버로서 주로 간사이 지방을 무대로 연극및 라이브등 다방면에서 본격적인 활동을 시작하였다. 1997년에는 인기게임을 영화화한 도키메키 메모리얼의 후지자키 시오리역으로 정식 데뷔하여 이 작품의 테마송으로 가수데뷔도 치른다.

## 출연

### 드라마
- 1999년 《보이!》
- 2002년 《록커의 하나코씨》
- 2003년 《착한 아이의 편》
- 2003년 《돌아온 록커의 하나코씨》
- 2004년 《신선조!》 - 야기히데 역
- 2006년 《빙벽》
- 2007년 《화려한 일족》 - 미마 이치코 (만표 텟페이의 여동생) 역
- 2007년 《밤비노!》
- 2007년 《야마다 타로 이야기》
- 2008년 《풀 스윙》
- 2008년 《로스:타임:라이프》
- 2008년 《루키즈》
- 2008년 《스캔들》
- 2009년 《관료들의 여름》
- 2011년 《고교생 레스토랑》
- 2011년 《장밋빛 성전》
- 2012년 《타이라노 키요모리》 - 마이코 역
- 2012년 《럭키 세븐》

### 영화
- 1997년 《두근두근 메모리얼》
- 2004년 《착신아리》
- 2006년 《눈에게 바라는 것》
- 2006년 《내일의 기억》
- 2006년 《노리코의 식탁》
- 2006년 《편지》
- 2007년 《버블로 고!! 타임머신은 드럼 방식》
- 2008년 《해피 플라이트》
- 2009년 《루키즈 -졸업-》
- 2010년 《13인의 자객》 - 츠야 역
- 2014년 《유월등의 세자매》